# سید باقر کاظمی
سید باقر خان مهذب‌الدوله (۱۲۷۱ – ۱۳۵۵) که با نام باقر کاظمی شناخته می‌شود، سیاستمدار و دولتمرد ایرانی و عضو جبهه ملی ایران بود.

## تحصیلات
پدرش سید محمود خان معتصم‌الدوله بود. پس از تحصیلات متوسطه در مدرسه سیاسی تهران در همان‌جا به تدریس پرداخت. او از ابتدای سال ۱۳۰۶ به کادر علمی این مدرسه افزوده شد و به تدریس جغرافیا پرداخت.

## خدمات اداری

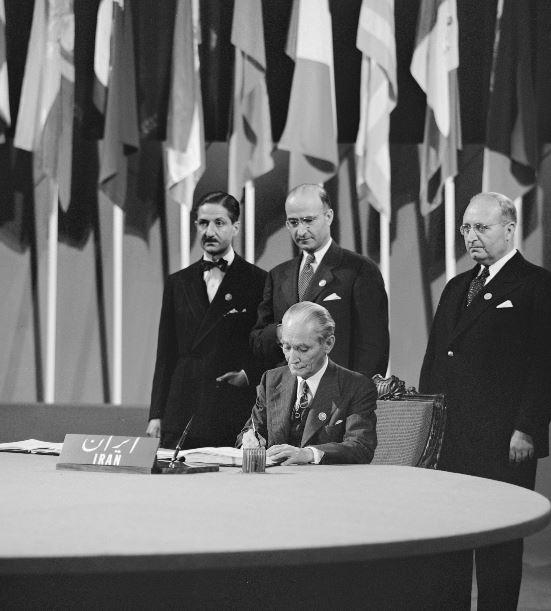
باقر کاظمی ایستاده از راست، در کنار علی‌اکبر سیاسی و نصرالله انتظام، در هنگام امضای منشور ملل متحد از سوی مصطفی عدل، نماینده ایران، در کنفرانس سان فرانسیسکو

مهذب الدوله پس از تحصیل در مدرسه سیاسی تهران وارد وزارت خارجه شد و پس از اندک زمانی به دبیر اولی و رایزنی سفارت ایران در واشینگتن رسید. در مدت زمان اقامت در آمریکا در آن کشور موفق به اخذ مدرک کارشناسی ارشد شد. پس از اتمام مأموریت آمریکا، در سال ۱۳۰۶ کاردار ایران در کابل شد. بازگشت او پس از پایان مأموریت دو ساله‌اش به تهران با تشکیل وزارتخانه تازه تأسیس طرق و شوارع (راه) همزمان شد که سید حسن تقی‌زاده عهده‌دار آن گشت. تقی‌زاده کاظمی را در ششم خرداد ۱۳۰۹ به عنوان معاون خود معرفی کرد.
در آذر ۱۳۰۹، کاظمی کفیل (سرپرست) وزارت طرق و شوارع و در نوزدهم اردیبهشت ۱۳۱۰ وزیر این وزارتخانه شد. تا اسفند ۱۳۱۰ در این سمت بود و سپس والی آذربایجان شد. یکی از کارهای مهم او در این دوران، تعمیرات اساسی در شاه گـُلی تبریز بود.
کاظمی در سال ۱۳۱۱ تا ۱۳۱۲ سفیر ایران در بغداد بود. در ۲۶ شهریور ۱۳۱۲ در کابینه محمدعلی فروغی به وزارت امورخارجه رسید. در کابینه جم نیز وزیر امورخارجه ماند تا در فروردین ۱۳۱۵ جای خود را در وزارت امورخارجه به عنایت‌الله سمیعی داد و با عنوان سفیر کبیر به ترکیه رفت. در سال ۱۳۱۷ سفیر کبیر ایران در افغانستان شد و نخستین قرارداد ایران و افغانستان را بر سر حقابه ایران از رود هیرمند بست.
حقابه ایران از رود هیرمند که در افغانستان سرچشمه می‌گرفت و به ایران می‌ریخت همیشه یکی از محورهای اختلاف و سبب اعتراض ایران به افغانستان بود. در ششم بهمن ۱۳۱۷ کاظمی و علی محمد خان وزیر امور خارجه افغانستان «قرارداد تقسیم آب هیرمند» را در کابل امضا کردند که در آن، دو کشور توافق می‌کردند همه ساله هر مقدار آب رودخانه هیرمند که به بند کمال خان می‌رسد، از آن بند به بعد به صورت مساوی میان دو کشور تقسیم شود.

## مخالفت با تقاضای فروغی در کابینه
پس از شهریور ۱۳۲۰ کاظمی در ترمیم کابینه محمدعلی فروغی در سیزدهم آذر به عنوان وزیر بهداری به مجلس معرفی شد. فروغی در یازدهم اسفند که کابینه‌اش را ترمیم کرد، وزارت کشور را به کاظمی داد اما پس از گرفتن رأی اعتماد از کار کناره‌گیری کرد و علی سهیلی که ریاست دولت بعدی را به دست گرفت، سمتی به کاظمی نداد.
با تغییر کابینه در ۱۸ امرداد ۱۳۲۱ کاظمی در دولت احمد قوام به سمت وزارت کشور و سیدحسن تقی‌زاده که سفیر ایران در لندن بود، به عنوان وزیر دارایی به مجلس معرفی شدند اما تقی‌زاده بیماری و ناتوانی از سفر را بهانه کرد و به ایران بازنگشت. قوام به جای او، کاظمی را به وزارت دارایی منصوب و در اول شهریور به مجلس معرفی کرد.
در این میان، فروغی که پس از نخست‌وزیری به وزارت دربار منصوب شده بود، قرار شد با سمت سفیر کبیر به آمریکا عزیمت کند. برایش پذیرش خواستند، موافقت شد. فروغی قبل از حرکت به سبب بیماری تقاضا کرد در این مأموریت محمود فروغی فرزند کوچکش که کارمند وزارت امور خارجه بود نیز با او همراهی کند. این درخواست نیاز به تصویب‌نامه هیئت وزیران داشت. قوام‌السلطنه موضوع را در هیئت دولت مطرح کرد و با مخالفت کاظمی روبرو شد. کاظمی تمام ترقیاتش مدیون فروغی بود. فروغی او را از کارمندی ساده وزارت امور خارجه به سفارت و وزارت رسانده بود و همیشه برای حمایت از او مورد ایراد و حتی طعن بعضی دوستان قرار می‌گرفت و انتظار نداشت در آن ایام کاظمی با تقاضای کوچک او مخالفت کند. موضوع چندی در هیئت دولت ماند و اخذ تصمیم گرفته نشد. فروغی به‌شدت متأثر شد و بیماری‌اش شدت یافت تا اینکه در پنجم آذر ۱۳۲۱ بر اثر سکته قلبی درگذشت.
پس از حادثه هفدهم آذر ۱۳۲۱ کاظمی جزو دسته‌ای از وزیران قوام‌السلطنه شد که از دولت کناره گرفتند. او در ترمیم کابینه ساعد در پانزدهم شهریور ۱۳۲۳ وزارت فرهنگ را بر عهده گرفت. کابینه ساعد در آبان آن سال سقوط کرد و کاظمی در ۱۵ اسفند ۱۳۲۳ حکم وزیر مختاری ایران در سوئد را دریافت کرد و راهی استکهلم شد. او همچنین عضو هیئت نمایندگی ایران در کنفرانس سان‌فرانسیسکو بود.
در زمستان ۱۳۲۶ باقری به ایران بازگشت و در پانزدهم بهمن در کابینه حکیم‌الملک به عنوان وزیر امور خارجه به مجلس معرفی شد اما یک ماه بعد کنار رفت. در سال ۱۳۲۸ با گشایش نخستین دوره مجلس سنای ایران، به فرمان شاه به نمایندگی تهران منصوب شد.

## فعالیت‌های سیاسی
با آغاز نهضت ملی باقر کاظمی به نهضت ملی پیوست او در کابینه اول دکتر مصدق وزیر امور خارجه و نایب نخست وزیر شد و در کابینه دوم هم تا اوایل مرداد ۱۳۳۲ وزیر دارایی بود و در اجرای برنامه اقتصاد بدون نفت تلاش کرد. بعد از آن به سمت سفر کبیر ایران در پاریس تعیین شد و تا شهریور ۱۳۳۲ در آن سمت ماند و پس از کودتای ۲۸ مرداد ۱۳۳۲از سفارت استعفا داد. کاظمی پس از یک سال اقامت در اروپا به اتفاق شمس الدین امیر علائی به ایران بازگشت و در نهضت مقاومت ملی به فعالیت پرداخت. او در فروردین ۱۳۳۴ بازداشت و پس از مدتی تبعید شد.
او عضو هیئت مؤسس جبهه ملی دوم بود و همچنین منتخب نمایندگان کنگره در شورای مرکزی جبهه ملی دوم و ریاست شورای مرکزی را بر عهده داشت.
پس از جریان استعفای اعضای شورای مرکزی و اعلام سیاست صبر و انتظار از سوی الله‌یار صالح عملاً فعالیت‌های جبهه ملی دوم پایان یافت. کاظمی از سوی دکتر مصدق مأمور شد تا جبهه ملی سوم را با محور احزاب و بدون حضور منفردین برپا دارد. با تهیه اساسنامه و با حضور احزابی ماند حزب مردم ایران، گروه ملکی، حزب سوسیالیست، نهضت آزادی و حزب ملت ایران، ۳ جلسه برای تشکیل این جبهه برگزار گردید که سرانجام در جلسه سوم و با هجوم مأموران و دستگیری افراد شرکت‌کننده در جلسه عملاً راه‌اندازی جبهه ملی سوم منتفی شد.
سید باقر کاظمی مهذب الدوله در اردیبهشت ۱۳۵۵ درگذشت.

## جستارهای ویژه
- جبهه ملی ایران